# Anna Dabis
Anna Dabis (Rügen, 1847 — Southfleet, 13 de março de 1927) foi uma escultora alemã que passou grande parte da sua carreira na Grã-Bretanha.

## Biografia
Dabis nasceu na ilha de Rügen, na Alemanha, onde o seu pai era pastor. Depois de os seus pais falecerem enquanto em tenra idade, Dabis foi criada por parentes antes de se mudar para a Inglaterra por volta de 1881 para assumir um cargo de professora. Matriculou-se na National Art Training School em South Kensington, onde aprendeu escultura com Édouard Lantéri e ganhou uma medalha de prata no Concurso Nacional de 1885.
Dabis começou a produzir medalhas, bustos, cabeças e estatuetas, muitas vezes em bronze e entre 1888 e 1895 expôs dez obras na Academia Real Inglesa de Londres. Ela apoiou o movimento sufragista e em 1889 assinou a Declaração a Favor do Sufrágio Feminino. Depois de viver em Londres por muitos anos, Dabis mudou-se para Southfleet em Kent. O King's College London possui o seu busto de gesso bronzeado de Frida Mond.